# Marco Vecellio

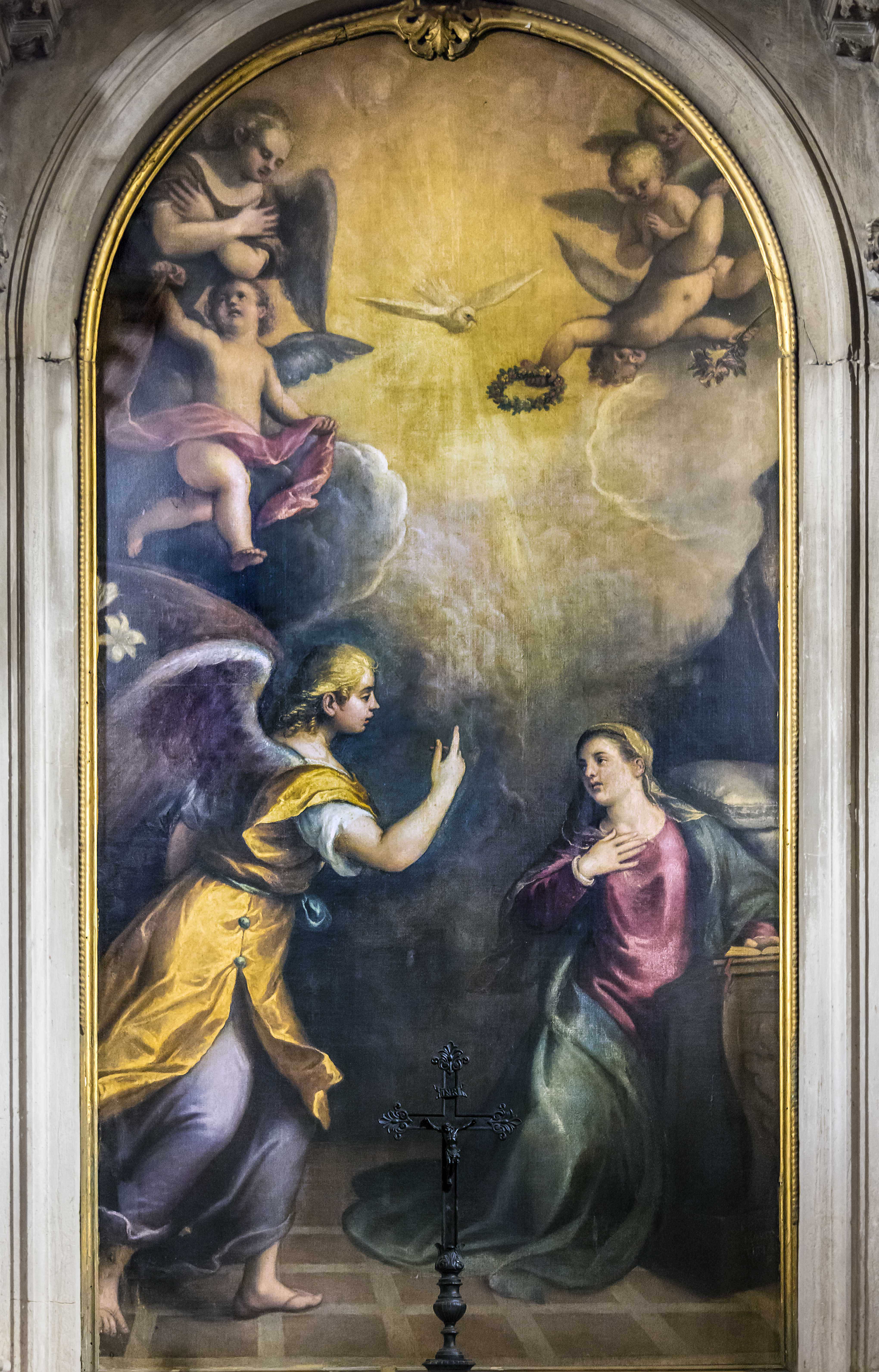
Annunciazione, Chiesa San Giacomo di Rialto, Venezia

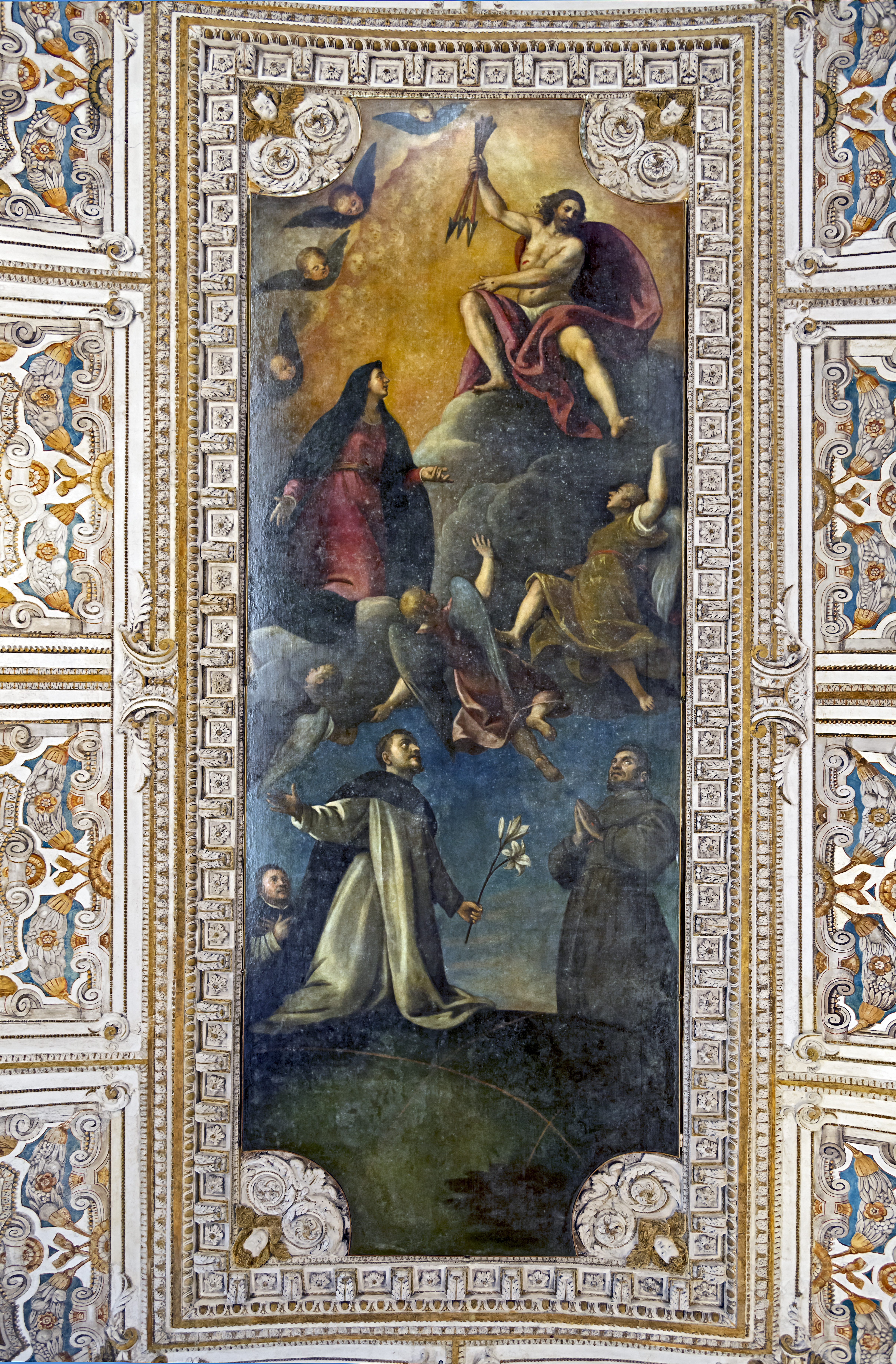
Cristo saettante, la Madonna e i santi Domenico e Francesco, soffitto nella sagrestia della Basilica dei Santi Giovanni e Paolo (Venezia)

Marco Vecellio (Pieve di Cadore, 1545 – Venezia, 1611) è stato un pittore italiano, nipote di Tiziano.

## Biografia
Appartenente al casato dei Vecellio, Marco era figlio di un certo Tommaso (o Tomà) e cugino del noto Tiziano, di cui fu anche discepolo. Accompagnò il maestro nei suoi viaggi a Roma ed in Germania.
Dopo la morte di Tiziano, Marco cercò di continuare la tradizione familiare e nelle sue opere si firmò come Marcus Titiani; la sua parabola artistica, al contrario, subì una netta involuzione. Fra le molte opere ufficiali del tardo periodo, dipinte in varie sale del Palazzo Ducale di Venezia, si ricorda la Zecca per il soffitto della sala del Senato.
Anche il figlio Tiziano, noto come il Tizianello, seguì le orme paterne come pittore.

## Opere
- Vergine con Santa Apollonia, (attribuzione), conservato fino al 1917 nella chiesa della Beata Vergine della Molinà a Domegge di Cadore
- sportello di tabernacolo con Gesù Cristo morto sorretto da un angelo
- Beata Vergine del Rosario assieme ai Santi Domenico e Caterina, nella chiesa arcidiaconale di Pieve di Cadore
- Annunciazione (1604), affresco della lunetta del presbiterio della chiesa dei Santi Pietro e Biagio a Cividale del Friuli
- Ultima cena nella chiesa dei Santi Maria Assunta e Cassiano a Cordignano
- dipinti del soffitto nella sagrestia della basilica dei Santi Giovanni e Paolo a Venezia Cristo saettante, la Madonna e i SS. Domenico e Francesco
- dipinti nella chiesa di San Domenico a Venezia (ora perduti)
- dipinti nella chiesa di San Basilio a Venezia (ora perduti)